# Conus reductaspiralis
Conus reductaspiralis is een slakkensoort uit de familie van de Conidae. De wetenschappelijke naam van de soort is voor het eerst geldig gepubliceerd in 1979 door Walls.